# دیوید اسپیرز
دیوید جیمز اسپیرز (زاده ۱۵ دسامبر ۱۹۸۴) یک سیاستمدار استرالیایی اسکاتلندی‌تبار است که در حال حاضر به عنوان رهبر مخالفان در استرالیای جنوبی و رهبر حزب لیبرال استرالیای جنوبی از آوریل ۲۰۲۲ فعالیت می‌کند. او از زمان انتخابات ایالتی در سال ۲۰۱۴ عضو مجلس نمایندگان استرالیای جنوبی بوده‌است و از سال ۲۰۱۴ تا ۲۰۱۸ نماینده برایت و از سال ۲۰۱۸ نماینده بلک (جانشین سابق) بوده‌است. اسپیرز بین مارس ۲۰۱۸ و مارس ۲۰۲۲ به عنوان وزیر محیط زیست و آب در وزارت مارشال خدمت کرده‌است.
اسپیرز یک نجات دهنده فعال در کلوپ نجات غریق برایتون است و علاقه زیادی به سلامتی و تناسب اندام دارد.
طبق گزارش‌ها، اسپیرز در بحبوحه بحران مسکن در سراسر کشور، در سن ۳۹ سالگی دارای ۱۳ ملک است.